# SR-88
SR-88 — автомат, разработанный сингапурской фирмой CIS (Chartered Industries of Singapore) на базе CIS SAR-80. В ограниченных количествах использовались ВС Сингапура и поставлялись на экспорт. В настоящее время заменены более современными автоматами SAR-21.

## Описание
Оружие основано на газоотводной автоматике с длинным ходом газового поршня и запиранием ствола поворотом затвора. Ствол, затвор и приклад расположены на одной линии для уменьшения увода ствола вверх при стрельбе. Благодаря наличию трёхпозиционного газового регулятора и соответствующей форме пламегасителя имеется возможность метания винтовочных гранат со ствола. Предохранитель-переводчик режимов стрельбы и защёлка магазина аналогичны таковым у автомата M16. В конструкции автомата используются: пластик (цевьё, приклад и пистолетная рукоятка), алюминиевый сплав (нижняя часть ствольной коробки), сталь (верхняя часть ствольной коробки). На автомат возможна установка штык-ножа или 40-мм подствольного гранатомёта CIS-40GL (кроме укороченного варианта). Также оружие снабжается ручной для переноски.

## Варианты
- SAR-80 — базовый вариант, разработанный в 1988 году;
- SR-88A — усовершенствованный вариант, разработанный в 1990 году и отличающийся формой цевья и приклада, а также используемыми материалами.

Оба варианта выпускались как со складным, так и с фиксированным прикладом, а также в виде карабина с укороченным стволом и складным прикладом.